# Medaglia di Leon Battista Alberti

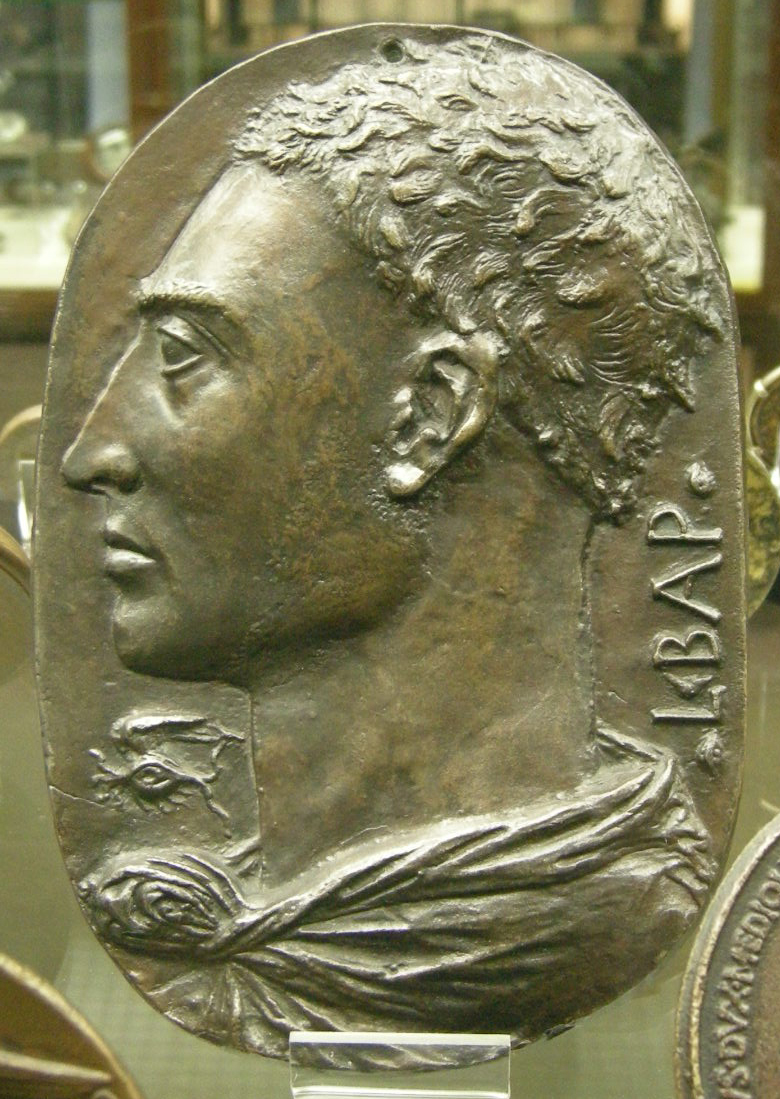
La placchetta forse autoritratto dell'Alberti

La medaglia di Leon Battista Alberti fu realizzata in bronzo da Matteo de' Pasti nel 1446-1450 circa e misura 8,7 cm di diametro.

## Storia
Al 1446 Matteo de' Pasti datò diverse medaglie per Sigismondo Pandolfo Malatesta, tra cui una serie a lui dedicata e una alla moglie Isotta degli Atti. In quegli anni inoltre effigiò alcuni personaggi di spicco gravitanti alla corte riminese, tra cui, appunto, Leon Battista Alberti, che aveva fornito il progetto per il rinnovo completo della chiesa di San Francesco, poi detta Tempio Malatestiano.

## Descrizione
Il recto mostra il busto dell'Alberti di profilo, elegantemente composto con la scritta sul bordo che recita • LEO BAPTISTA • a sinistra e • ALBERTVS • a destra. Il ritratto, derivato dall'esempio di Pisanello (maestro di Matteo de' Pasti), assomiglia alla nota placchetta con presunto autoritratto dell'artista, ma presenta una fisionomia più aulica ed essenziale, in una composizione accuratamente bilanciata col testo.
Il rovescio presenta un'allegoria più complessa, probabilmente concepita dallo stesso Alberti. Vi si vede un occhio alato al centro, che deriva dall'iconografia egizia dell'occhio di Horus, citato anche in un passo del De re aedificatoria: "Quanto agli Egizi si servivano di simboli figurati, così: un occhio significava la divinità e così via". Sette sono le fiammelle che ricorrono sotto l'occhio, così come le lettere dell'iscrizione QUID TUM ("allora dunque", un motto della retorica ciceroniana), sicuramente un riferimento numerologico al trascorrere del tempo (i sette giorni della Creazione, i sette pianeti, ecc.). Lo stesso simbolo compare sulla placchetta già citata, forse opera dello stesso Alberti. Sul verso della medaglia, oltre la ghirlanda d'alloro che incornicia tutto, si trova anche la firma dell'artista: OPVS • MATTHAEI • PASTII • VERONENSIS • ("opera di Matteo de' Pasti veronese").